# Saint-Jacques-d'Aliermont

Saint-Jacques-d'Aliermont este o comună în departamentul Seine-Maritime, Franța. În 1 ianuarie 2022 avea o populație de 362 de locuitori.